# Ящев
Я́щев (пол. Jaszczew) — село в Польщі, у гміні Єдліче Кросненського повіту Підкарпатського воєводства.
Населення — 1413 осіб (2011).
У 1975—1998 роках село належало до Кросненського воєводства.

## Демографія
Демографічна структура станом на 31 березня 2011 року:
|          | Загалом | Допрацездатний вік | Працездатний вік | Постпрацездатний вік |
| -------- | ------- | ------------------ | ---------------- | -------------------- |
| Чоловіки | 685     | 135                | 483              | 67                   |
| Жінки    | 728     | 143                | 419              | 166                  |
| Разом    | 1413    | 278                | 902              | 233                  |